# Fred-Lawrence-Whipple-Observatorium
Das Fred-Lawrence-Whipple-Observatorium ist ein astronomisches Observatorium im Besitz des Smithsonian Astrophysical Observatory; es ist seine größte Außenstelle und liegt in der Nähe von Amado (Arizona) auf den Hügeln des Mount Hopkins.
Es wurde 1968 gegründet.

## Instrumente

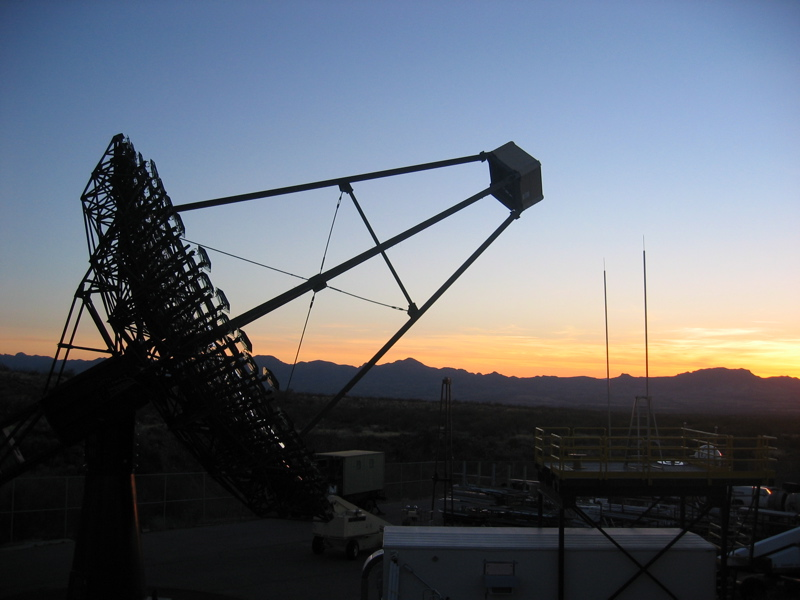
Eines der 12-m-VERITAS-Teleskope

Das Observatorium beherbergt das MMT-Observatorium, welches zusammen mit der University of Arizona betrieben wird und ein Spiegelteleskop mit einem Durchmesser von 6,5 m beherbergt.
Weitere Teleskope sind  
- ein 1,5-m-Spiegelteleskop,
- ein 1,2-m-Spiegelteleskop,
- sowie ein 1,3-m-Spiegelteleskop.

Letzteres trägt den Namen PAIRITEL (Peters Automated IR Imaging Telescope), welches ursprünglich für die Two Micron All Sky Survey (2MASS) eingesetzt wurde.
Auf dem Gelände befindet sich auch das Infrared optical telescope array (IOTA), welches von vielen Instituten genutzt wird und das Hungarian Automated Telescope (HAT).
Besondere Bekanntheit hat das Observatorium in der Untersuchung von astronomischer hochenergetischer Gammastrahlung erreicht, beispielsweise 1984 mit der Entwicklung eines bildgebenden Tscherenkow-Teleskops (Imaging Atmospheric Cherenkov Telescope, IACT). 
Vier Kilometer östlich befindet sich das Very Energetic Radiation Imaging Telescope Array System (VERITAS), ein Gammastrahlungsobservatorium bestehend aus vier 12-m-Teleskopen (31° 40′ 30,2″ N, 110° 57′ 7,8″ W).